# Marie Brand und der Moment des Todes
Marie Brand und der Moment des Todes ist die achte Episode der deutschen Krimiserie Marie Brand. Der Fernsehfilm mit Mariele Millowitsch als Kriminalhauptkommissarin Marie Brand und Hinnerk Schönemann als Kriminalhauptkommissar Jürgen Simmel wurde am 24. November 2011 erstmals im ZDF ausgestrahlt.

## Handlung
Marie Brand und Jürgen Simmel sind gerade auf dem Weg zu einer Fortbildung, als ein Mann von einer Brücke auf ihr Auto stürzt. Ein Motorradfahrer entfernt sich auffallend schnell und Simmel nimmt die Verfolgung auf, während Marie Brand sich um die Sichtung der Tatortspuren kümmert. Der Tote war Markus Sombart, Kurator in einem Kölner Museum, und ist von seinem Mörder offensichtlich längere Zeit verfolgt worden. Eine Befragung der Museumsleiterin ergibt, dass Sombart dort für die Retrospektive des zeitgenössischen Malers Murau verantwortlich ist. Vor kurzem wurde ein Bild dieses Malers gestohlen, für das eine Lösegeldforderung eingegangen ist. Es handelt sich dabei um Muraus bekanntestes Bild, auf dem er den Moment des Sterbens seiner Frau festgehalten hat. Cornelia Lohmann – seine Tochter – rebelliert gegen diese Bilder von ihrer Mutter und es ist denkbar, dass sie mit dem Verschwinden zu tun hat. Doch zunächst konzentrieren sich die Ermittlungen auf Daniel Küster, der für die Sicherung des Bildes zuständig war und seit kurzem verschwunden ist. Sie finden ihn in seinem Keller, wo er sich offensichtlich in großer Angst vor jemandem versteckt hält. Doch auch der Antiquitätenhändler Martin Wieland ist verdächtig, auf dessen Namen ein Motorrad zugelassen ist und der in der Nähe des Tatorts einen Bauernhof besitzt. Um sich dort umzusehen, tarnt sich Marie als Unterhändlerin der Versicherung, die das Bild zurückkaufen will und deshalb auf der Suche danach bei Wieland Rat sucht. Dabei lässt sie keinen Zweifel daran, dass sie ihn für den Auftraggeber des Kunstdiebstahls hält. Das kann sie am Ende auch beweisen, da er sich verrät, als er den Maler und seine Tochter unter Druck setzt. Wieland hatte zwar das Bild von seinen Komplizen Küster und Riegel aus dem Museum stehlen lassen, doch war dies nur eine Fälschung. Der Kurator Markus Sombart hatte es bereits zuvor ausgetauscht, um das Bild für sich zu haben. So hat er ihn auf seinem Bauernhof zum Reden bringen wollen, doch ist er geflohen und dabei in den Tod gestürzt. Der einzige Anhaltspunkt dafür, das Bild zu finden, wähnte Wieland bei dem Künstler.
Cornelia Lohmann hatte erkannt, dass schon zu Beginn der Ausstellung das Bild nicht echt war und dass der Kurator es an sich genommen und im Keller versteckt hatte. Dort hatte sie es gefunden und verbrannt, weil sie nicht wollte, dass ein Bild ihrer Mutter, welches sie im Moment des Todes zeigt, so öffentlich zur Schau gestellt wird.

## Hintergrund
Die Folge wurde von der Eyeworks Germany GmbH, Köln, unter dem Arbeitstitel Marie Brand und der Moment des Sterbens produziert und in Köln und Umgebung gedreht und am 16. August 2014 in Italien unter dem Titel Marie Brand e il momento della morte ausgestrahlt.

## Rezeption

### Einschaltquoten
Der Fernsehfilm Marie Brand und der Moment des Todes erreichte bei seiner Erstausstrahlung im ZDF am 24. November 2011 durchschnittlich 5 Millionen Zuschauer, was 15,2 Prozent des Marktanteils in Deutschland entsprach.

### Kritiken
Rainer Tittelbach von tittelbach.tv bewertet diesen Marie-Brand-Film als „ein[en] kurzweiligen Krimi, der bei aller Todesgefahr und einigen starken dramatischen Intermezzi weitgehend als ein Spiel angelegt ist.“ Weiter heißt es: „Dieser Krimi von André Georgi und Josh Broecker erzählt keinen Super-Fall. Dafür wartet er auf mit außergewöhnlichen Situationen, pointierten Dialogen, starken Charakteren und Gast-Schauspielern wie Milberg, Dwyer oder Wiesnekker, die imstande sind, ihren Figuren Brüche und Tiefe zu verleihen. Gute Unterhaltung!“
Die Kritiker der Fernsehzeitschrift TV Spielfilm meinen zu diesem neuen Marie-Brand-Film: „Kein raffinierter Fall, doch die Situationskomik macht Laune“.
Torben Gebhardt bei Quotenmeter.de kommt zu dem Urteil: „Raffinesse und Anspruch standen in der ‚Marie-Brand‘-Reihe ja eh noch nicht auf der Prioritätenliste. Vielmehr geht es der losen Reihe darum, ihren Fans und Gelegenheitszuschauern gute Unterhaltung und im besten Falle auch eine kurzweilige Kriminalgeschichte zu bieten. Letztere rückte in den vergangenen Filmen aber oft an den äußersten Rand, vielmehr sollten lockere Sprüche und die Situationskomik zwischen Brand und Simmel den Mittelpunkt der Handlung darstellen. Im Vergleich zu den vielen brutalen und ernsten TV-Krimis aber eine willkommene und gern gesehene Abwechslung. Und so stimmt die Mischung auch im achten Fall der Reihe und macht Lust auf mehr. Die ‚Marie-Brand‘-Filme bieten immer wieder neue Überraschungen und Abwechslung im sonst sehr harten und tristen TV-Krimialltag. Daumen hoch für die kurzweilige und sehr unterhaltsame Krimikost.“
Laut einer Programmbeschwerde gegen das ZDF wurden Szenen beanstandet, die in einem Schlachthaus spielten. Die Antwort des Intendanten lautete wie folgt: „In der vom Beschwerdeführer kritisierten Darstellung im Schlachthaus werde zwei Sekunden lang ein totes Rind gezeigt, das in ein Auffangbecken falle. Der Fokus bei der Bildgestaltung liege dabei eindeutig auf der Protagonistenfigur des Malers, der diese Szene in einer Zeichnung festhalte. Um jeglichen Eindruck eines falschen Voyeurismus zu vermeiden, seien am Drehort alle tierschutzrechtlichen Bestimmungen eingehalten worden und die Darstellung des Tieres erfolgte in einer weitwinkligen Einstellung.“